# Kleszczówka (Żory)
Kleszczówka – część miasta oraz dzielnica Żor.
W Kleszczówce znajdują się: Dworzec Kolejowy, Stadion MOSiR, Szkoła Podstawowa nr 1 im. Janusza Korczaka oraz Miasteczko Westernowe Twinpigs. W dzielnicy ma swoją siedzibę katolicka Parafia św. Brata Alberta, do której przynależą mieszkańcy tego wyznania. W latach 1907–1939 przy dzisiejszej ulicy Wolności znajdowała się siedziba Kurkowego Bractwa Strzeleckiego. Obecnie w tym miejscu usytuowany jest Park Strzelnica. Dzielnica częściowo otoczona jest lasami, od północy i zachodu Gichtą, a od wschodu Dębiną.

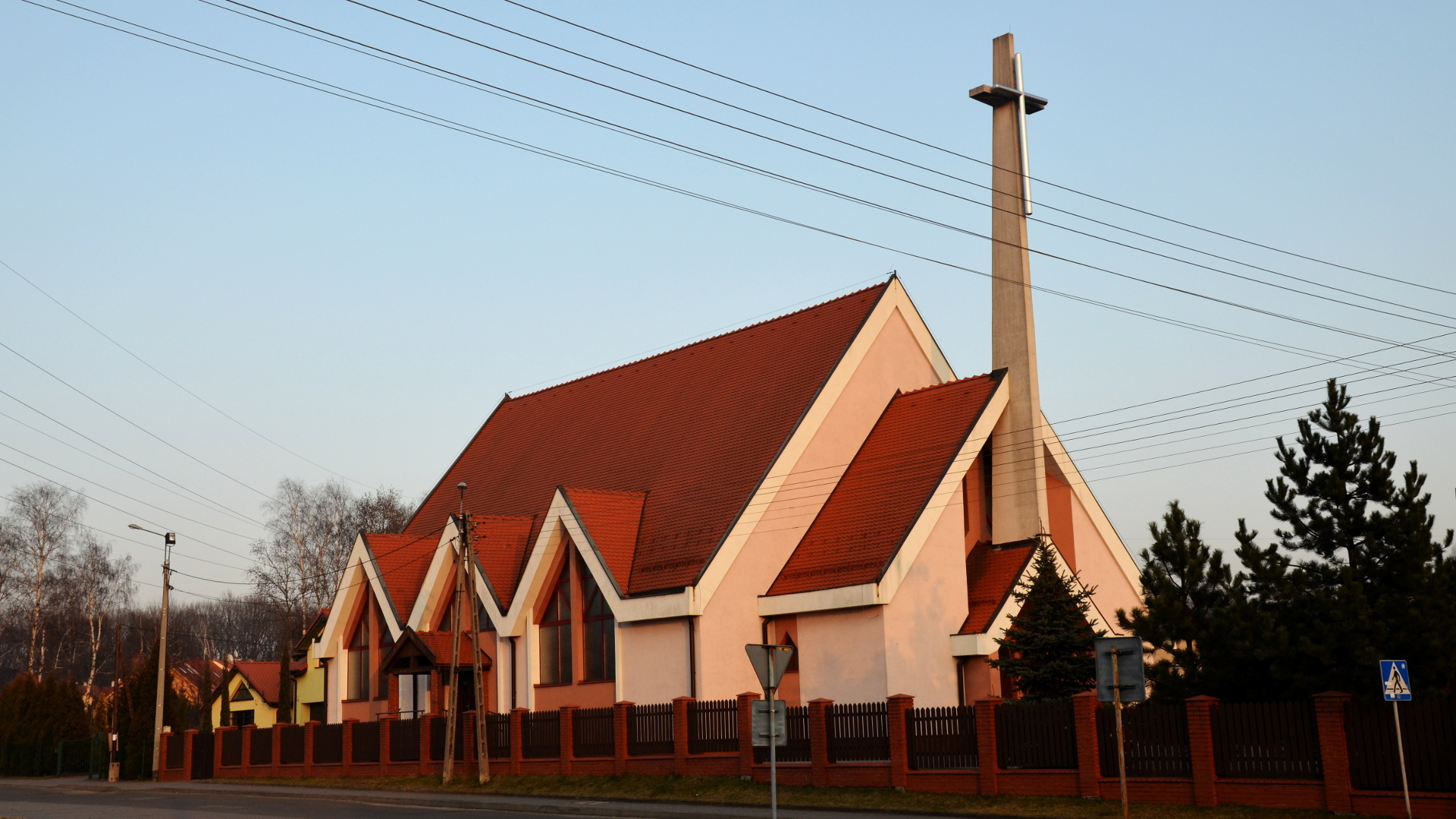
Kościół pw. św. Brata Alberta
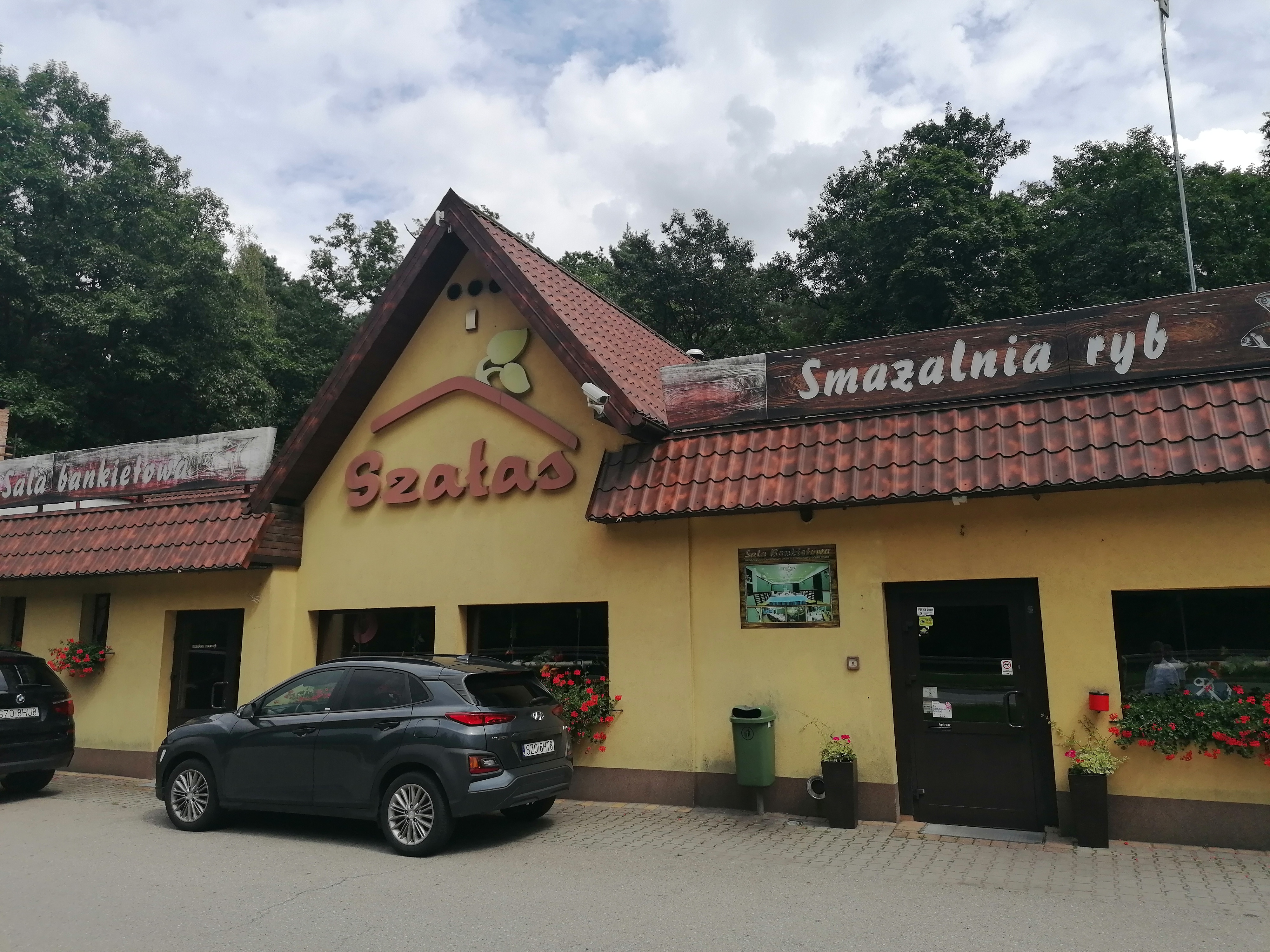
Zajazd „Szałas”(inne języki)